# Tempo (linguistica)
In linguistica, il tempo è una categoria grammaticale. Insieme al modo e all'aspetto struttura il sistema di coniugazione verbale.
Tale categoria indica il momento in cui l'azione espressa dal verbo viene collocata dal parlante, sia rispetto all'istante in cui viene prodotto l'enunciato (es. pioveva), sia rispetto ad altri fatti o azioni espressi all'interno dell'enunciato (es. quando uscii, pioveva già da un'ora).
I tempi fondamentali sono presente, passato e futuro.
Generalmente il tempo verbale è indicato da desinenze e da temi verbali caratteristici.

## Tempi nella lingua italiana
Nella lingua italiana, ad esempio, per l'indicativo, si avranno il presente, il passato (passato remoto e passato prossimo, imperfetto, trapassato remoto e trapassato prossimo) o il futuro (futuro semplice e futuro anteriore).